# Family Fun
Family Fun is het tweede album dat Maarten Veldhuis onder deze naam opneemt.

## Muzikanten
Maarten Veldhuis (zang, gitaren), Arnold Smits (gitaren), Maarten Eijsker (bas), John Humphries (drums), René de Haan (toetsen).

## Tracklist
1. Midnight child (3:57)
2. Happy and it scares me so (4:03)
3. Temporary madness (2:08)
4. Seriously Entertaining miss X (3:58)
5. Jaimy says (3:56)
6. Asylum Choir (5:02)
7. Passion is a cruel friend sometimes (3:33)
8. Next (Brel/Schuman) (3:59)
9. Fairweather friends (3:52)
10. I fell back to earth (4:05)
11. God's commercial (4:57)
12. The Blue Man Can (4:27)
13. Time (3:00)